# Collegio di Beaconsfield
Beaconsfield  è un collegio elettorale inglese situato nel Buckinghamshire rappresentato alla camera dei Comuni del parlamento del Regno Unito. Elegge un membro del parlamento con il sistema maggioritario a turno unico; l'attuale parlamentare è Joy Morrissey, eletto con il Partito Conservatore nel 2019.

## Estensione

Beaconsfield dal 2010 al 2024

- 1974-1983: il distretto urbano di Beaconsfield, il distretto rurale di Eton e le parrocchie di Hedsor e Wooburn nel distretto rurale di Wycombe.
- 1983-1997: il distretto di South Bucks e i ward del distretto di Wycombe di Bourne End-cum-Hedsor, Flackwell Heath, Loudwater, The Wooburns e Tylers Green.
- 1997-2010: il distretto di South Bucks e i ward del distretto di Wycombe di Bourne End-cum-Hedsor, Flackwell Heath, Little Marlow, Loudwater, The Wooburns e Tylers Green.
- 2010-2024: il distretto di South Bucks e i ward del distretto di Wycombe di Bourne End-cum-Hedsor, Flackwell Heath and Little Marlow, Marlow North and West, Marlow South East e The Wooburns.
- dal 2024: i ward del distretto di Buckinghamshire di Beaconsfield, Cliveden, Denham (parte), Farnham Common and Burnham Beeches, Flackwell Heath, Little Marlow and Marlow South East, Gerrards Cross (parte), Iver; Marlow, Stoke Poges and Wexham e Wooburns, Bourne End and Hedsor.

Il collegio consiste di Beaconsfield, parte di Burnham (inclusa la foresta di Burnham Beeches), Denham, Dorney, Farnham Common, Farnham Royal, Fulmer, Gerrards Cross, Hedgerley, Iver, Stoke Poges, Taplow e Wexham (escluso Wexham Court), Hedsor, Little Marlow, Marlow, Wooburn and Bourne End e il villaggio di Flackwell Heath appartenente a Chepping Wycombe.

## Storia
Il collegio fu creato nel 1974 in sostituzione di South Buckinghamshire, e da allora forma la parte meridionale del Buckinghamshire; prima del 1974 i centri di Slough and Eton, e i meno conosciuti Langley, Wraysbury, Sunnymeads e Datchet erano nella contea.  Ciò ha portato alla forma inusuale per la contea, ulteriormente accentuata dalle irregolatità dalle anse del fiume Tamigi che comprendono Cookham a ovest e sud-ovest. Beaconsfield è tradizionalmente uno dei seggi più sicuri per i conservatori nel Regno Unito.

### Elezioni del 2010
La vittoria del deputato uscente nel 2010, Dominic Grieve, con il 61,1% dei voti fu la seconda più alta percentuale di voti nell'elezione, dopo William Hague a Richmond, nel North Yorkshire.

### Candidati del 1982
Alle elezioni suppletive del 1982, causate dalla morte di Sir Ronald Bell, il candidato che arrivò terzo fu Tony Blair per il Partito Laburista. Tim Smith fu il primo e finora unico ad aver mai battuto Blair in un'elezione. Paul Tyler arrivò al secondo posto; in seguito divenne poi deputato per il collegio di North Cornwall, pertanto, in maniera abbastanza inusuale, i tre candidati dei principali partiti ricoprirono successivamente e contemporaneamente la carica di deputati alla Camera dei comuni.

## Membri del parlamento
| Elezione | Elezione       | Deputato             | Partito      |
| -------- | -------------- | -------------------- | ------------ |
|          | Feb 1974       | Ronald McMillan Bell | Conservatore |
| 1982 (S) | Tim Smith      |                      | Conservatore |
| 1997     | Dominic Grieve |                      | Conservatore |
|          | Dominic Grieve | 2019                 | Indipendente |
|          | 2019           | Joy Morrissey        | Conservatore |

## Elezioni

### Elezioni negli anni 2020
| Partito                    | Partito                                   | Candidato                  | Risultati 4 luglio 2024 | Risultati 4 luglio 2024 |
| Partito                    | Partito                                   | Candidato                  | Voti                    | %                       |
| -------------------------- | ----------------------------------------- | -------------------------- | ----------------------- | ----------------------- |
|                            | Conservatore                              | Joy Morrissey              | 18 494                  | 38,75                   |
|                            | Lib Dem                                   | Anna Crabtree              | 13 039                  | 27,32                   |
|                            | Laburista                                 | Matthew Patterson          | 7 216                   | 15,12                   |
|                            | Reform UK                                 | John Halsall               | 6 055                   | 12,69                   |
|                            | Verdi                                     | Dominick Pegram            | 1 977                   | 4,14                    |
|                            | Indipendente                              | Pippa Allen                | 710                     | 1,49                    |
|                            | Social Democratico                        | Catherine Harker           | 131                     | 0,27                    |
|                            | Indipendente                              | Cole Caesar                | 104                     | 0,22                    |
|                            |                                           |                            |                         |                         |
| Iscritti                   | Iscritti                                  | Iscritti                   | 72 751                  | 100,00                  |
| ↳ Votanti (% su iscritti)  | ↳ Votanti (% su iscritti)                 | ↳ Votanti (% su iscritti)  | 47 726                  | 65,60                   |
| ↳ Astenuti (% su iscritti) | ↳ Astenuti (% su iscritti)                | ↳ Astenuti (% su iscritti) | 25 025                  | 34,40                   |
|                            |                                           |                            |                         |                         |
|                            | Esito: collegio confermato a Conservatore |                            |                         |                         |

### Elezioni negli anni 2010
| Partito                    | Partito                                   | Candidato                  | Risultati 12 dicembre 2019 | Risultati 12 dicembre 2019 |
| Partito                    | Partito                                   | Candidato                  | Voti                       | %                          |
| -------------------------- | ----------------------------------------- | -------------------------- | -------------------------- | -------------------------- |
|                            | Conservatore                              | Joy Morrissey              | 32 477                     | 56,12                      |
|                            | Indipendente                              | Dominic Grieve             | 16 765                     | 28,97                      |
|                            | Laburista                                 | Alexa Collins              | 5 756                      | 9,95                       |
|                            | Verdi                                     | Zoe Hatch                  | 2 033                      | 3,51                       |
|                            | Indipendente                              | Adam Cleary                | 837                        | 1,45                       |
|                            |                                           |                            |                            |                            |
| Iscritti                   | Iscritti                                  | Iscritti                   | 77 710                     | 100,00                     |
| ↳ Votanti (% su iscritti)  | ↳ Votanti (% su iscritti)                 | ↳ Votanti (% su iscritti)  | 57 868                     | 74,47                      |
| ↳ Astenuti (% su iscritti) | ↳ Astenuti (% su iscritti)                | ↳ Astenuti (% su iscritti) | 19 842                     | 25,53                      |
|                            |                                           |                            |                            |                            |
|                            | Esito: collegio confermato a Conservatore |                            |                            |                            |

| Partito                    | Partito                                   | Candidato                  | Risultati 8 giugno 2017 | Risultati 8 giugno 2017 |
| Partito                    | Partito                                   | Candidato                  | Voti                    | %                       |
| -------------------------- | ----------------------------------------- | -------------------------- | ----------------------- | ----------------------- |
|                            | Conservatore                              | Dominic Grieve             | 36 559                  | 65,25                   |
|                            | Laburista                                 | James English              | 12 016                  | 21,45                   |
|                            | Lib Dem                                   | Peter Chapman              | 4 448                   | 7,94                    |
|                            | UKIP                                      | John Conway                | 1 609                   | 2,87                    |
|                            | Verdi                                     | Russell Secker             | 1 396                   | 2,49                    |
|                            |                                           |                            |                         |                         |
| Iscritti                   | Iscritti                                  | Iscritti                   | 77 493                  | 100,00                  |
| ↳ Votanti (% su iscritti)  | ↳ Votanti (% su iscritti)                 | ↳ Votanti (% su iscritti)  | 56 028                  | 72,30                   |
| ↳ Astenuti (% su iscritti) | ↳ Astenuti (% su iscritti)                | ↳ Astenuti (% su iscritti) | 21 465                  | 27,70                   |
|                            |                                           |                            |                         |                         |
|                            | Esito: collegio confermato a Conservatore |                            |                         |                         |

| Partito                    | Partito                                   | Candidato                  | Risultati 7 maggio 2015 | Risultati 7 maggio 2015 |
| Partito                    | Partito                                   | Candidato                  | Voti                    | %                       |
| -------------------------- | ----------------------------------------- | -------------------------- | ----------------------- | ----------------------- |
|                            | Conservatore                              | Dominic Grieve             | 33 621                  | 63,24                   |
|                            | UKIP                                      | Tim Scott                  | 7 310                   | 13,75                   |
|                            | Laburista                                 | Tony Clements              | 6 074                   | 11,43                   |
|                            | Lib Dem                                   | Peter Chapman              | 3 927                   | 7,39                    |
|                            | Verdi                                     | Dave Hampton               | 2 231                   | 4,20                    |
|                            |                                           |                            |                         |                         |
| Iscritti                   | Iscritti                                  | Iscritti                   | 74 772                  | 100,00                  |
| ↳ Votanti (% su iscritti)  | ↳ Votanti (% su iscritti)                 | ↳ Votanti (% su iscritti)  | 53 163                  | 71,10                   |
| ↳ Astenuti (% su iscritti) | ↳ Astenuti (% su iscritti)                | ↳ Astenuti (% su iscritti) | 21 609                  | 28,90                   |
|                            |                                           |                            |                         |                         |
|                            | Esito: collegio confermato a Conservatore |                            |                         |                         |

| Partito                    | Partito                                   | Candidato                  | Risultati 6 maggio 2010 | Risultati 6 maggio 2010 |
| Partito                    | Partito                                   | Candidato                  | Voti                    | %                       |
| -------------------------- | ----------------------------------------- | -------------------------- | ----------------------- | ----------------------- |
|                            | Conservatore                              | Dominic Grieve             | 32 053                  | 61,06                   |
|                            | Lib Dem                                   | John Edwards               | 10 271                  | 19,57                   |
|                            | Laburista                                 | Jeremy Miles               | 6 135                   | 11,69                   |
|                            | UKIP                                      | Delphine Gray-Fisk         | 2 597                   | 4,95                    |
|                            | Verdi                                     | Jem Bailey                 | 768                     | 1,46                    |
|                            | A Vote Against MP Expense Abuse           | Andrew Cowen               | 475                     | 0,90                    |
|                            | Indipendente                              | Quentin Baron              | 191                     | 0,36                    |
|                            |                                           |                            |                         |                         |
| Iscritti                   | Iscritti                                  | Iscritti                   | 74 985                  | 100,00                  |
| ↳ Votanti (% su iscritti)  | ↳ Votanti (% su iscritti)                 | ↳ Votanti (% su iscritti)  | 52 490                  | 70,00                   |
| ↳ Astenuti (% su iscritti) | ↳ Astenuti (% su iscritti)                | ↳ Astenuti (% su iscritti) | 22 495                  | 30,00                   |
|                            |                                           |                            |                         |                         |
|                            | Esito: collegio confermato a Conservatore |                            |                         |                         |

### Elezioni negli anni 2000
| Partito                    | Partito                                   | Candidato                  | Risultati 5 maggio 2005 | Risultati 5 maggio 2005 |
| Partito                    | Partito                                   | Candidato                  | Voti                    | %                       |
| -------------------------- | ----------------------------------------- | -------------------------- | ----------------------- | ----------------------- |
|                            | Conservatore                              | Dominic Grieve             | 24 126                  | 55,43                   |
|                            | Lib Dem                                   | Peter Chapman              | 8 873                   | 20,39                   |
|                            | Laburista                                 | Alex Sobel                 | 8 422                   | 19,35                   |
|                            | UKIP                                      | John Fagan                 | 2 102                   | 4,83                    |
|                            |                                           |                            |                         |                         |
| Iscritti                   | Iscritti                                  | Iscritti                   | 68 111                  | 100,00                  |
| ↳ Votanti (% su iscritti)  | ↳ Votanti (% su iscritti)                 | ↳ Votanti (% su iscritti)  | 43 523                  | 63,90                   |
| ↳ Astenuti (% su iscritti) | ↳ Astenuti (% su iscritti)                | ↳ Astenuti (% su iscritti) | 24 588                  | 36,10                   |
|                            |                                           |                            |                         |                         |
|                            | Esito: collegio confermato a Conservatore |                            |                         |                         |

| Partito                    | Partito                                   | Candidato                  | Risultati 7 giugno 2001 | Risultati 7 giugno 2001 |
| Partito                    | Partito                                   | Candidato                  | Voti                    | %                       |
| -------------------------- | ----------------------------------------- | -------------------------- | ----------------------- | ----------------------- |
|                            | Conservatore                              | Dominic Grieve             | 22 233                  | 52,75                   |
|                            | Laburista                                 | Stephen Lathrope           | 9 168                   | 21,75                   |
|                            | Lib Dem                                   | Stephen Lloyd              | 9 117                   | 21,63                   |
|                            | UKIP                                      | Andrew Moffatt             | 1 626                   | 3,86                    |
|                            |                                           |                            |                         |                         |
| Iscritti                   | Iscritti                                  | Iscritti                   | 69 315                  | 100,00                  |
| ↳ Votanti (% su iscritti)  | ↳ Votanti (% su iscritti)                 | ↳ Votanti (% su iscritti)  | 42 144                  | 60,80                   |
| ↳ Astenuti (% su iscritti) | ↳ Astenuti (% su iscritti)                | ↳ Astenuti (% su iscritti) | 27 171                  | 39,20                   |
|                            |                                           |                            |                         |                         |
|                            | Esito: collegio confermato a Conservatore |                            |                         |                         |

## Risultati dei referendum

### Referendum sulla permanenza del Regno Unito nell'Unione europea del 2016
|             | Collegio     | Lasciare UE % | Rimanere in UE % |
| ----------- | ------------ | ------------- | ---------------- |
|             | Beaconsfield | 49,2%         | 50,8%            |
|             | Inghilterra  | 53,3%         | 46,7%            |
| Regno Unito | 51,9%        | 48,1%         |                  |